# フレッシュ・アップ・トゥデイ!
『フレッシュ・アップ・トゥデイ！』は、1995年10月2日から2007年9月28日までエフエム山陰 (V-air) で放送されていたラジオ番組である。
エフエム山陰の女性アナウンサーと女性パーソナリティが日替わりで出演していた平日朝の生活情報番組。週5日間毎日行うレギュラーコーナーと日替わりのコーナーで構成されていた。
番組タイトルは、エフエム山陰公式サイトのタイムテーブルにおいては『フレッシュ・アップ・トゥデイ！』と感嘆符付きで記されていたが、実際のタイトルロゴには感嘆符は付いていなかった。

## 放送時間
いずれも日本標準時。
- 月曜 - 金曜 8:55 - 12:55（1995年10月 - 1999年3月）
- 月曜 - 金曜 8:25 - 12:55[要検証 – ノート]（1999年4月 - 2004年3月[要検証 – ノート]）
- 月曜 - 金曜 8:25 - 10:20（2004年4月[要検証 – ノート] - 2007年9月28日）

## 出演者

### パーソナリティ
- 加藤さゆり[2][3]
- 武田志乃[4][5]
- 太田裕子[7]
- 福島有紀[6][8]
- 岡田理恵子[9]
- 南さやか[1]
- 益村千代[1]

### リポーター
- 多久和優美[2][3][4][5][6]